# Alois Riegl
Alois Riegl (Linz, Austria, 14 de enero de 1858, - Viena, Austria-Hungría, 17 de junio de 1905) fue un historiador del arte austrohúngaro, uno de los principales impulsores del formalismo, fue uno de los fundadores de la crítica de arte como disciplina autónoma. 

## Biografía
Alois Riegl estudió en la Universidad de Viena , donde asistió a clases de filosofía e historia dictadas por Franz Brentano , Alexius Meinong , Max Budinger  y Robert Zimmerman, y estudió la práctica de connoisseur según el modelo de Giovanni Morelli  con Moritz Thausing . Su tesis doctoral fue un estudio de la Jakobskirche en Ratisbona, mientras que su habilitación, terminada en 1889, estuvo dedicada a los manuscritos medievales.
Ejerció de conservador en el Österreichischen Museum für Kunst und Industrie (Museo austríaco para el arte y la industria)  entre 1886 y 1897. En 1897 se estableció como profesor en la Universidad de Viena. En 1903 publicó Der moderne Denkmalkultus, sein Wesen, seine Entstehung (El culto moderno a los monumentos), mientras presidía una comisión sobre los monumentos históricos. Esta obra es considerada fundamental en la historia del arte, pero también y sobre todo en restauración; propone una tabla de valores y de subvalores que permiten analizar los monumentos, basada en el concepto de Kunstwollen, que se puede traducir por "voluntad artística".
Fue representante de la Escuela de Viena de Historia del Arte junto a Franz Wickhoff, ambos discípulos de Moritz Thausing, sus estudios se caracterizaban por una tendencia a rescatar del olvido periodos despreciados u olvidados de la historia del arte. Riegl y Wickhoff escribieron ambos extensamente sobre el arte de la antigüedad tardía, que antes de ellos había sido considerado como un periodo de decadencia del ideal clásico. Riegl también contribuyó a la revalorización del Barroco. Tuvo como uno de sus discípulos más destacados a Wilhelm Worringer.

## Obras principales
- Stilfragen (Cuestiones de estilo), 1893.

- Die spätrömische Kunstindustrie nach den Funden in Österreich (La industria artística tardo-romana según los hallazgos en Austria), en dos v. 1901 y 1923.

- Das holländische Gruppenporträt (Los retratos de grupo holandeses), 1902.

- Der moderne Denkmalkultus (El culto moderno de los monumentos), 1903.

- Die Entstehung der Barockkunst in Rom (El inicio del arte barroco en Roma), 1908.

- Altorientalische Teppiche (Antiguos tapetes orientales), 1891.

- Historische Grammatik der bildenden Künste (Gramática histórica de las artes figurativas).

- El culto moderno a los monumentos : caracteres y origen / Aloïs Riegl; traducción de Ana Pérez López, 1 ed. Madrid : Visor, 1987, La balsa de la Medusa ; 7. ISBN 978-84-7774-001-8.

- El culto moderno a los monumentos :caracteres y origen / Aloïs Riegl. 2a ed. Madrid : Visor, 1999. La Balsa de la Medusa ; 7. ISBN 978-84-7774-001-8.

- El culto moderno a los monumentos : caracteres y origen / Aloïs Riegl; traducción de Ana Pérez López. 3a ed. Madrid : A. Machado Libros, D.L. 2008. La balsa de la Medusa ; 7. ISBN 978-84-7774-001-8.

- El culto moderno de los monumentos, su carácter y sus orígenes /Aloïs Riegl. 1 ed. antológica y comentada en español por Aurora Arjones Fernández. Sevilla : Junta de Andalucía; Consejería de Cultura, 2007. En la port.: Instituto Andaluz de Patrimonio Histórico. ISBN 978-84-8266-728-7.